# Lijst van Waalse ministers van Dierenwelzijn
Dit is een lijst van ministers van Dierenwelzijn in de Waalse regering. 

## Lijst
| Nr. | Minister | Minister                | Partij | Partij | Begin             | Einde             | Regering(en)     |
| --- | -------- | ----------------------- | ------ | ------ | ----------------- | ----------------- | ---------------- |
| 1   |          | Carlo Di Antonio (1962) |        | cdH    | 22 juli 2014      | 13 september 2019 | Magnette, Borsus |
| 2   |          | Céline Tellier (1984)   |        | Ecolo  | 13 september 2019 | 15 juli 2024      | Di Rupo III      |
| 3   |          | Adrien Dolimont (1988)  |        | MR     | 15 juli 2024      | heden             | Dolimont         |